# Ryōsuke Tada
Ryōsuke Tada (japanisch 夛田 凌輔 Tada Ryōsuke; * 7. August 1992 in der Präfektur Osaka) ist ein japanischer Fußballspieler.

## Karriere
Tada erlernte das Fußballspielen in der Jugendmannschaft von Cerezo Osaka. Seinen ersten Vertrag unterschrieb er 2011 bei Cerezo Osaka. Der Verein spielte in der höchsten Liga des Landes, der J1 League. 2012 wechselte er zum Zweitligisten Ōita Trinita. 2013 wechselte er zum Ligakonkurrenten Thespakusatsu Gunma. Für Gunma absolvierte er 64 Ligaspiele. 2016 wechselte er zum Drittligisten AC Nagano Parceiro. Für den Verein absolvierte er 28 Ligaspiele. 2017 wechselte er zum Ligakonkurrenten Tochigi SC. 2017 wurde er mit dem Verein Vizemeister der dritten Liga und stieg in die zweite Liga auf. Für den Verein absolvierte er 58 Ligaspiele. 2019 wechselte er zum Drittligisten Blaublitz Akita. Für den Verein absolvierte er 21 Ligaspiele. 2020 wechselte er zum Ligakonkurrenten SC Sagamihara. Im gleichen Jahr wurde er mit dem Verein aus Sagamihara Vizemeister und stieg in die zweite Liga auf. 2021 belegte man in der zweiten Liga den 19. Tabellenplatz und stieg wieder in die dritte Liga ab. Nach insgesamt 87 Ligaspielen wechselte er zu Beginn der Saison 2023 zum Drittligisten Giravanz Kitakyūshū.